# فاغوتيني
فاغوتيني (الإيطالية: Fagottini، وتعني حرفياً: حُزم صغيرة) وهي نوع من المعكرونة الإيطالية. وتكون ذات شكل عادي تقليدي محشو بالخضروات المطبخوة بالبخار، مثل الجزر والفاصوليا الخضراء مع جبنة الريكوتا والبصل وزيت الزيتون.